# К'яра Аурелія
К'яра Аурелія де Бракон'є д'Альфен (англ. Chiara Aurelia de Braconier d'Alphen, нар. 13 вересня 2002, Таос, Нью-Мексико) — американська актриса. Свою кар'єру вона почала в дитинстві у фільмах «Гра Джеральда» (2017) і «Задні дороги» (2018). Вона зіграла роль Жанетт Тернер у підлітковій драмі Freeform «Жорстоке літо» (2021).

## Біографія
Аурелія народилася в Таос, штат Нью-Мексико, і виросла в Альбукерке. Вона почала зніматися в шкільних постановках і на місцевих театральних гуртках, коли їй було п'ять років. З 11 років вона ділила свій час між Альбукерке та Лос-Анджелес, займаючись кар’єрою. Вона навчалася в Інститут театру і кіно Лі Страсберга в Нью-Йорк.
Аурелія почала свою кар'єру як дитяча актриса з невеликих ролей у кіно та на телебаченні, а також знялася в короткометражних фільмах, таких як «Мертва знаменитість» (2014). Вона зіграла молодшу версію персонажа Карла Гуджино в екранізації «Гра Джеральда» Стівен Кінг 2017 року та зіграла Місті Олтмайер у режисерському дебюті Алекс Петтіфер «Задні дороги» 2018 року. Обидва вони отримали нагороду Young Entertainer Awards.
У 2021 році Аурелія почала зніматися в ролі Жанетт Тернер у серіалі Freeform «Жорстоке літо», а також грати Роуз Лорд у серіалі TNT «Розкажи мені свої секрети». Вона також знялася у фільмі «Вулиця страху. Частина друга: 1978». За роль у фільмі «Жорстоке літо» Аурелія була номінована на премію HCA та Вибір телевізійних критиків. У липні 2021 року було оголошено, що Аурелія приєдналася до акторського складу екранізації «Найщасливіша дівчина на світі» Джесіки Нолл на Netflix.

## Фільмографія
- 2014 — «CSI: Місце злочину»
- 2014 — «Милі ошуканки»
- 2015 — «Агент Картер»
- 2015 — «Ніккі, Ріккі, Діккі і Дон»
- 2015 — «Передбачувано»
- 2015 — «128 ударів серця»
- 2015 — «Велике небо[en]»
- 2016 — «Дорога відновлення[en]»
- 2016 — «Таємне літо»
- 2017 — «Гра Джеральда»
- 2018 — «Хоробрий[en]»
- 2018 — «Задні дороги[en]»
- 2021 — «Розкажи мені свої секрети»
- 2021 — «Жорстоке літо[en]»
- 2021 — «Вулиця страху. Частина друга: 1978»
- 2022 — «Найщасливіша дівчина на світі»